# Jérémie (arrondissement)
Jérémie (Haïtiaans-Creools: Jeremi) is een arrondissement van het Haïtiaanse departement Grand'Anse, met 238.000 inwoners. De postcodes van dit arrondissement beginnen met het getal 71.
Het arrondissement Jérémie bestaat uit de volgende gemeenten:
- Jérémie (hoofdplaats van het arrondissement)
- Abricots
- Bonbon
- Chambellan
- Moron